# ロルフ・ツィンカーナーゲル
ロルフ・マーティン・ツィンカーナーゲル（Rolf Martin Zinkernagel、1944年1月6日 - ）はスイスの医学者。チューリッヒ大学実験免疫学の教授。オーストラリアのピーター・ドハーティーと共に細胞性免疫防御の特異性に関する研究により1996年にノーベル生理学・医学賞を受賞した。彼はスイスの24番目のノーベル賞受賞者である。

## 来歴
バーゼル＝シュタット準州出身。1970年にバーゼル大学から医学の学位を、1975年にオーストラリア国立大学でPh.D.を取得した。

## 受賞歴
- 1982年 エルンスト・ユング賞
- 1983年 パウル・エールリヒ&ルートヴィヒ・ダルムシュテッター賞
- 1986年 ガードナー国際賞
- 1987年 ウィリアム・コーリー賞
- 1988年 ルイ＝ジャンテ医学賞
- 1995年 アルバート・ラスカー基礎医学研究賞
- 1996年 ノーベル生理学・医学賞